# Łasin-Wybudowanie
Łasin-Wybudowanie (do końca 2017 roku Wybudowanie Łasińskie) – wieś w Polsce położona w województwie kujawsko-pomorskim, w powiecie grudziądzkim, w gminie Łasin.

## Podział administracyjny

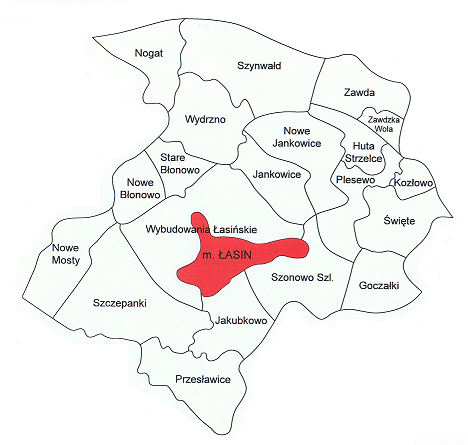
Podział administracyjny Gminy Łasin

W latach 1975–1998 miejscowość administracyjnie należała do województwa toruńskiego. Wybudowanie Łasińskie okala miasto Łasin od wschodu, północy i zachodu. W skład Wybudowania Łasińskiego wchodzi osiedle przy ul. Dworcowej, które w przeszłości stanowiło własność Państwowego Gospodarstwa Rolnego (PGR).

## Demografia
Według Narodowego Spisu Powszechnego (III 2011 r.) wieś liczyła 529 mieszkańców. Jest największą miejscowością gminy Łasin.